# Monty Pythonův létající cirkus

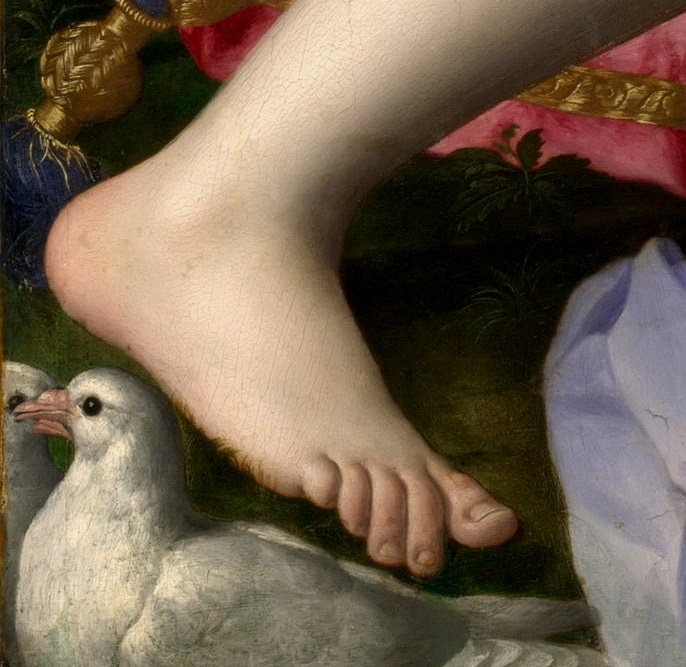
Detailní výřez nohy z obrazu.

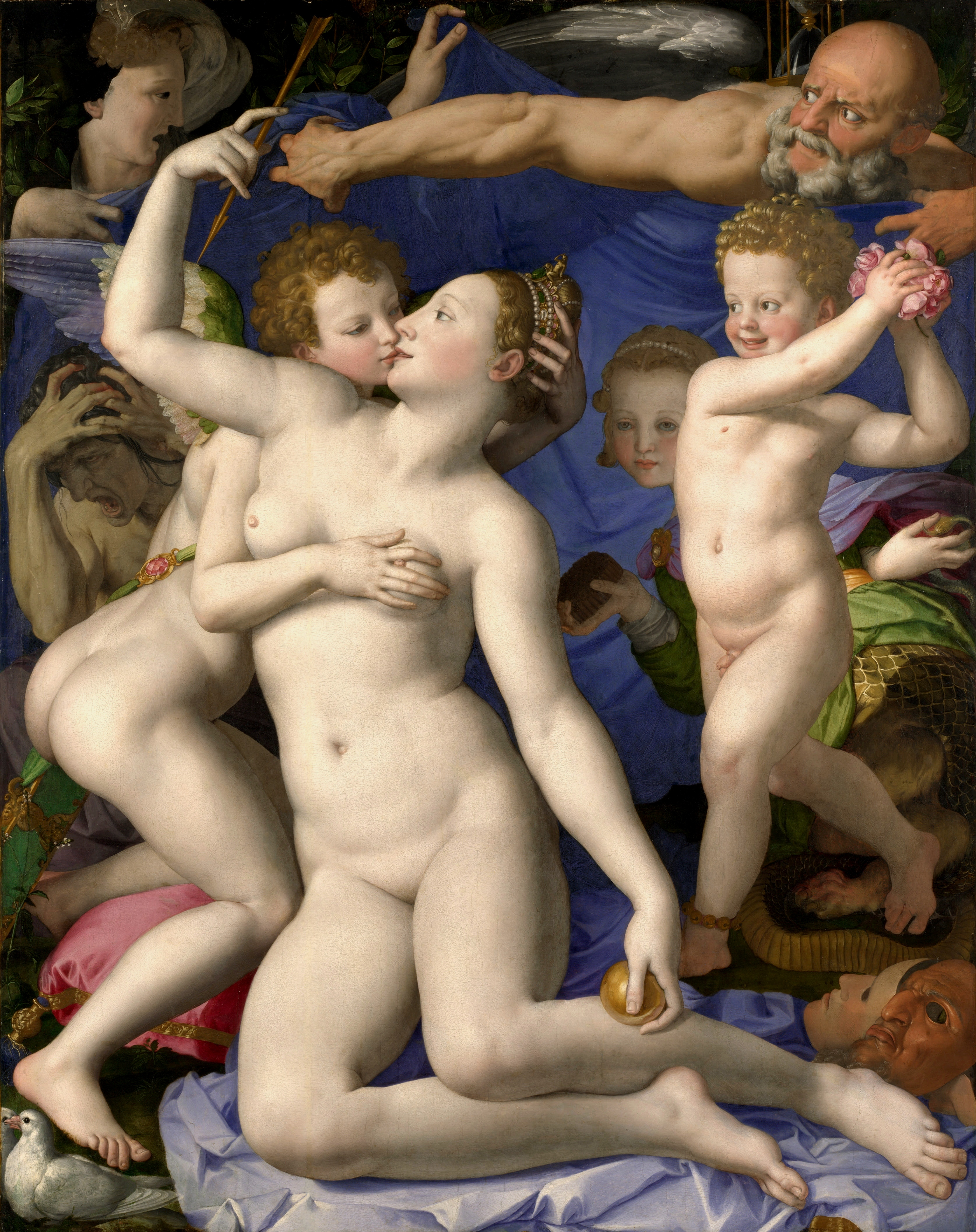
Slavná noha pochází z obrazu Alegorie Agnola Bronzina.

Monty Pythonův létající cirkus (v anglickém originále Monty Python's Flying Circus) je televizní seriál skečů slavné britské parodistické a satirické skupiny Monty Python. Poprvé byl vysílán v roce 1969 na britské televizní stanici BBC. Celkem bylo v letech 1969–1974 natočeno 45 dílů, rozdělených do čtyř sérií (viz níže). Avšak díly nebyly vždy vysílány v takovém pořadí, v jakém byly natočeny.
V češtině vyšla v roce 1999 v nakladatelství Argo dvoudílná kniha Nic než slova, ve které jsou přepsány scénáře všech dílů seriálu, mimo animovaných sekvencí. Do češtiny přeložil „dvorní překladatel“ Monty Pythonů Petr Palouš. České názvy epizod (dílů) jsou převzaty z této knihy.

## První série
Natáčena od 30. srpna 1969 do 4. ledna 1970, vysílána od 5. října 1969 do 11. ledna 1970.
- 1. Kdeže Kanada? (Whither Canada?)
- 2. Sex a násilí (Sex and Violence)
- 3. Jak poměrně zdaleka rozeznat různé druhy stromů (How to Recognise Different Types of Trees form Quite a Long Way Away)
- 4. Čas natáhnout sůvy (Owl-Stretching Time)
- 5. Krize lidské identity v druhé polovině dvacátého století (Man's Crisis of Identity in the Latter Half of the 20th Century)
- 6. BBC se uchází o budapešťskou zinkovou kolčavu (The BBC Entry for the Zinc Stoat of Budapest, alternativní název It's the Arts)
- 7. S vámi chcíp pes (You're No Fun Anymore)
- 8. Plnočelná nahota (Full Frontal Nudity)
- 9. Mravenec, úvod (The Ant, An Introduction)
- 10. Rolička ve skeči, resp. Bez názvu (Walk-on Part in Sketch, resp. Untitled)
- 11. Královská filharmonie na záchodě (The Royal Philharmonic Orchestra Goes to the Bathroom)
- 12. Hradlo poblíž Hove, resp. Nahý mravenec (The Naked Ant)
- 13. Přestávka (Intermission)

## Druhá série
Natáčena od 25. června 1970 do 16. října 1970, vysílána od 15. září do 22. prosince 1970.
- 14. Dinsdale (Dinsdale, alternativní název Face the Press)
- 15. Španělská inkvizice (The Spanish Inquisition)
- 16. Show 5 (Show 5, alternativní název Déjà vu)
- 17. Show Buzze Aldrina (The Buzz Aldrin Show)
- 18. Živě z bufetu Grillomat (Live from the Grill-O-Mat Snack Bar, Paignton)
- 19. To je život (It's a Living, alternativní název School Prizes)
- 20. Show Attily Huna (The Attila the Hun Show)
- 21. Archeologie dnes (Archaeology Today)
- 22. Jak od sebe rozeznat různé části těla  (How to Recognise Different Parts of the Body)
- 23. Scott z Antarktidy (Scott of the Antarctic)
- 24. Jak nebýt spatřen (How Not to Be Seen)
- 25. Prejt (Spam)
- 26. Královská epizoda 13 (Royal Episode Thirteen)

## Třetí série
Natáčena od 4. prosince 1971 do 25. května 1972, vysílána od 19. října 1972 do 18. ledna 1973.
- 27. Whickerův svět, resp. Njorlova sága (Whicker's World, resp. Njorl's Saga)
- 28. Ford Popular manželů Norrisových (Mr. and Mrs. Brian Norris' Ford Popular)
- 29. Pořad peníze (The Money Programme)
- 30. Krev, zkáza, smrt, boj a děs (Blood, Devastation, Death, War and Horror)
- 31. Celoanglická soutěž v shrnování Prousta (The All-England Summarize Proust Competition)
- 32. Válka proti pornografii (The War Against Pornography)
- 33. Salátové dny (Salad Days)
- 34. Cyklistická výprava (The Cycling Tour)
- 35. Nudista, resp. Nahý varhaník (The Nude Man, resp. The Nude Organist)
- 36. Nemoc E. Henryho Thripshawa (E. Henry Thripshaw's Disease)
- 37. Dennis Moore
- 38. Četba na dobrou noc (A Book at Bedtime)
- 39. Studio Sport (Grandstand, alternativní název The British Showbiz Awards)

## Čtvrtá série
Natáčena od 12. října 1974 do 16. listopadu 1974, vysílána od 31. října do 5. prosince 1974. Je podstatně kratší než ostatní a vůbec v ní nehraje John Cleese, který postrádal motivaci (měl pocit, že už se opakují), ale přesto se u několika dílů podílel na scénáři. 44. epizodu (Mr. Neutron) skoro celou napsali jen Jones a Palin, kteří ze členů nejvíce inklinovali k pokusům o delší souvislé vyprávění (další takové díly byly č. 34 a 41). Na poslední 45. epizodě se autorsky podíleli Douglas Adams a Neil Innes.
- 40. Zlatý věk balonů (The Golden Age of Ballooning)
- 41. Michael Ellis
- 42. Válka lehké zábavy (The Light Entertainment War)
- 43. Hamlet
- 44. Mr. Neutron
- 45. Stranicko-politické vysílání (Party Political Broadcast)

## Německé epizody
V letech 1971 a 1972 byly speciálně pro německou a rakouskou televizi (WDR, ORF) natočeny v produkci Alfreda Biolka dvě speciální epizody pod názvem Monty Pythons fliegender Zirkus (premiérově vysílány na ARD 3. ledna a 18. prosince 1972). Původní znění první z nich bylo německé, třebaže ani jeden z hlavních představitelů německy neuměl.
Většina skečů je originálních (napsaných až přímo pro Cirkus), pouze scénáře některých byly převzaty ze satirické At Last the 1948 Show na ITV (na které se podíleli i Chapman a Cleese). K remakům původních epizod patří nový Lumberjack Song a Ten Seconds of Sex (remake původního skeče Nude Organist).

## Výběr citací
- Nikdo nečeká španělskou inkvizici!
- A teď něco úplně jiného.
- A nyní: Muž s magnetofonem v nose!
- Mé vznášedlo je plné úhořů.
- Wenn ist das Nunstück git und Slotermeyer? Ja! … Beiherhund das Oder die Flipperwaldt gersput.
- A nyní: Napoleon Bonaparte jako letecká katastrofa.
- Dejte mi váš lupinus!
- Dnes se zaměříme na fenomén jménem deja vu, ten zvláštní pocit, kdy se nám zdá, že jsme to samé už dřív prožili…Dnes se zaměříme na fenomén jménem deja vu, ten zvláštní pocit, kdy se nám zdá, že jsme to samé už dřív prožili…Dnes se zaměříme na fenomén jménem deja vu…
- Nesmíte před ním říct slovo „matrace“, jinak si dá přes hlavu papírový pytlík.
- Omluvte prosím mou ženu. Možná je ošklivá, hloupá, stará, nepříjemná, nechutná, ale na druhé straně – (dlouhá pauza) – promiňte, na nic jsem nepřišel.
- Co vaše žena? Ráda fotečky? Drc drc.
- Máte něco bez prejtu? – No, je tam prejt, vejce, párek a prejt. V tom není moc prejtu.
- A nyní: Muž s kolčavou v hlavě.
- A nyní: Muž se třemi půlkami.
- A nyní: Konrád Pú a jeho tančící zuby.
- Poté natočil svůj nejslavnější film Smrt v Benátkách o stárnoucí buzně, která jede chcípnout do Benátek.
- Za libru nezkazím pointu tohoto skeče!
- Vítejte u hry Picni si svou buznu!
- Exnul. Již ho není více. Už není mezi živými. Vydechl a odebral se k předkům. Ten papoušek zesnul. Chcípl. Vypustil duši a odpočívá v pokoji. Svěsil fangli a přešel do říše stínů. Toto je ex-papoušek.
- Tento skeč se stal příliš potrhlým, takže ho ukončuji.